# Phoracantha impavida
Phoracantha impavida är en skalbaggsart som beskrevs av Newman 1850. Phoracantha impavida ingår i släktet Phoracantha och familjen långhorningar. Inga underarter finns listade i Catalogue of Life.